# Erva-mãe-boa
Erva-mãe-boa (Cissampelos fasciculata) ou batata-brava é uma planta angiospérmica.
O uso medicinal da mãe-boa, ou o chá da erva, é questionado. Um estudo da Universidade Federal da Bahia mostra que ela contém diversos componentes tóxicos para o fígado.
Na literatura brasileira, João Guimarães Rosa faz menção à erva-mãe-boa em Sagarana, no conto Sarapalha, como uma erva "de cachos floridos, no meio das folhas em corações. Muitas flores. Azuis...".